# Phạm Hậu
Phạm Hậu (tên đầy đủ: Phạm Quang Hậu 1905 - 1994) là một trong những họa sĩ tranh sơn mài hàng đầu Việt Nam, ông cũng là một trong những người thành lập Trường Đại học Mỹ thuật Công nghiệp Hà Nội. Các tác phẩm của ông thường lấy chủ đề về chùa, phong cảnh vùng nông thôn ở Bắc Bộ, Trung Bộ, các con sông, cá vàng.

## Tiểu sử
Phạm Quang Hậu sinh ngày 13 tháng 6 năm 1905, là con thứ hai trong một gia đình nghèo có 7 anh chị em tại làng Đông Ngạc, Bắc Từ Liêm, Hà Nội. Ông mồ côi bố lúc 2 tuổi và mồ côi mẹ lúc 10 tuổi, ông chuyển đến sống cùng vợ chồng những người chị ruột, tự tìm con đường học tập. Năm 1923 ông kết hôn, vợ chồng ông sinh được 8 người con, trong số đó có Nghệ sĩ nhân dân Phạm Quang Vĩnh.
Họa sĩ Phạm Hậu qua đời ngày 16 tháng 12 năm 1994.

## Sự nghiệp
Năm 1920, ông thi vào trường Bách nghệ Hải Phòng, ông được học bài bản các kỹ năng tiện, nguội, đúc, hàn, bào, phay, gò và cả nghề lái xe. Sau khi ra trường, ông được bổ nhiệm về ga Hà Nội, ban đầu làm công việc bàn giấy, điều hành chuyến rồi làm lái tàu. Năm 1923, ông kết hôn và thay đổi công việc mới.
Năm 1929, sau 3 tháng học họa sĩ Nam Sơn, Phạm Hậu thi tuyển và đứng hạng hai trong 6 người đứng đầu gồm Trần Bình Lộc, Phạm Hậu, Nguyễn Đỗ Cung, Trần Quyền, Nguyễn Văn Hiến, và Nguyễn Văn Thuần thi đỗ vào trường Mỹ thuật Đông Dương, năm 1932, khi người Pháp đưa môn "sơn ta" vào giảng dạy, Phạm Hậu cùng Lê Phổ, Trần Văn Cẩn, Nguyễn Khang, Trần Quang Trân đã học hỏi phát triển thành kỹ thuật vẽ tranh sơn mài. Năm 1934, ông tốt nghiệp với tác phẩm Phong cảnh chùa cổ Bắc Bộ và gây tiếng vang lớn. Giữa thập niên 1930, Victor Tardieu, hiệu trưởng trường Mỹ thuật Đông Dương đặt Phạm Hậu làm 50 bức tranh sơn mài cho một hãng thuốc lá, xưởng tranh chuyên sơn mài đầu tiên ra đời do Phạm Hậu sáng lập, ông sau đó giành huy chương vàng Salon năm 1935, của Hội khuyến khích phát triển Mỹ thuật và Kỹ nghệ. Năm 1944, Phạm Hậu cùng Nguyễn Gia Trí tổ chức triển lãm tranh ở Nhà Thông tin Tràng Tiền. Công việc của xưởng khá thuận lợi cho đến ngày kháng chiến năm 1946.
Năm 1946, được Bộ Giáo dục Quốc gia phê duyệt, Phạm Hậu cùng Trần Văn Du, Trần Quang Trân thành lập trường Quốc gia Mỹ nghệ (École nationale d’Art Deco), tiền thân của trường Đại học Mỹ thuật Công nghiệp Hà Nội. Ông là người đầu tiên soạn thảo giáo trình sơn mài và cũng viết nhiều công trình tài liệu liên quan.  
Phạm Hậu được đánh giá là người kỹ tính, năm 1953, ông tham dự Triển lãm Đông Nam Á tại Thái Lan. Các bức tranh được đóng trong hòm gỗ thông, gửi sang bằng đường biển. Khi đến cảng, các hòm gỗ đều bị mối ăn. Tuy nhiên, chỉ phần bọc lót tranh bị ảnh hưởng, các tác phẩm của ông vẫn nguyên vẹn; các tác phẩm được đánh giá cao và được bán hết sau đó.
Năm 1954 trường Mỹ thuật công nghiệp do Bùi Tường Viên sau đến Nguyễn Cao Thương tiếp quản. Năm 1965, Phạm Hậu nghỉ hưu, thời gian sau này, ông tham gia các buổi triển lãm, giảng dạy.

## Tác phẩm tiêu biểu
Từ những năm 1940, các tác phẩm của ông đã được giới thượng lưu và người Pháp mua về làm quà. Năm 1960, Phạm Hậu tình cờ tìm lại được hai bức sơn mài của ông đang nằm phủ bụi trong một cửa hàng, hai bức trang này từng được treo tại Phủ Thủ Hiến (Bắc Bộ Phủ). Ông mua lại và khôi phục chúng, Hội Mỹ thuật nghe tin đến xem rồi đề nghị mua lại để đưa vào bảo tàng. Họ trả giá 3.000 đồng - ngang giá một chiếc ôtô lúc bấy giờ - nhưng ông không bán. Mấy tháng sau một đoàn khách Nhật Bản sang Việt Nam dự hội nghị, được Hội Mỹ thuật giới thiệu tới nhà Phạm Hậu, họ mê mẩn tác phẩm. Từ chối không được, họa sĩ ra giá 13.000 đồng để họ bỏ ý định. Không ngờ, phía Nhật Bản đồng ý trả tiền, đưa bức tranh về nước.
Tháng 4 năm 2014, tác phẩm Phong cảnh chùa Thầy của ông được bán đấu giá tại Sotheby’s Hongkong, với mức giá cuối cùng là 159.803 USD.
Tháng 2 năm 2019, tại phiên đấu giá "Modern and Contemporary Southeast Asian Art Evening Sale", bức bình phong sơn mài bốn tấm Chín con cá chép trong hồ nước (1939-1940) của ông được bán với giá 1,1 triệu USD.
Trong phiên Beyond Legends: Modern Art Evening Sale của Sotheby’s Hongkong ngày 18 tháng 4 năm 2021, bức Phong cảnh chùa cổ Bắc Bộ (View of a Famous Old Pagoda’s landscape in North Vietnam) cũng đạt mức giá 1 triệu USD. Tác phẩm thuộc bộ sưu tập của Dothi Dumonteil.
Tháng 6 năm 2021, bức Phong cảnh thuyền buồm của ông được chốt ở mức giá hơn 1 triệu USD trong phiên đấu của Aguttes.
Ngày 27 tháng 11 năm 2021, lần thứ tư họa sĩ Phạm Hậu được ghi tên vào danh sách họa sĩ Việt Nam có tác phẩm trị giá hàng triệu đô la Mỹ. Bức bình phong sơn mài sử dụng một số vật liệu đắt tiền như vàng và chu sa, Hoàng hôn vàng trên vịnh Hạ Long (Golden Sunset over Halong Bay) đính kèm danh thiếp của vua Bảo Đại có ghi chữ Mowrer ở mặt sau, được bán 1,24 triệu USD trong phiên đấu giá "Nghệ thuật đương đại & hiện đại Đông Nam Á" của Bonhams. Tấm bình phong từng là tác phẩm của Phạm Hậu về Hạ Long, và từng vật sưu tầm của hoàng đế Bảo Đại, mức chốt giá đã vượt xa mức định giá 487.000USD lúc ban đầu. Năm 1951, tấm bình phong được tặng cho nhà báo Edgar Ansel Mowrer - từng đoạt giải Pulitzer - khi ông đến thăm vua Bảo Đại tại Đà Lạt cùng Đại sứ Donald Heath. Mowrer sau đó mang về trưng bày tại nhà riêng ở vùng nông thôn New Hampshire, Mỹ.

## Tác phẩm